# قبر شمس الدين العراقي
قبر مير شمس الدين العراقي هو موقع ديني للمسلمين الكشميريين يقع في تشادورا. في هذا الضريح دُفن مير شمس الدين العراقي ومالك حيدر، المؤرخ الكشميري. بنى هذا الضريح آغا سيد يوسف لتكريم مير شمس الدين العراقي.

## الخلفية
كان مير سيد محمد إسفاني المعروف باسم مير شمس الدين العراقي وليًّا مسلمًا صوفيًا إيرانيًا، اشتهر بتقديم المبادئ التي تبناها محمد نوربخش القهستاني، الصوفي الإيراني في القرن الخامس عشر الذي أعطى اسمه للطريقة نوربخشية الإسلامية. كان العراقي جزءًا من طائفة صوفية شيعية اثني عشرية في جامو وكشمير الذين أثروا بشكل كبير على النسيج الاجتماعي لوادي كشمير والمناطق المحيطة به.
توفي العراقي في عام 1515 ودُفن في زاديبال في سري نكر. ونُقل جثمانه لاحقا لأسباب غير معروفة إلى تشادورا، حيث دُفن حاليا في المرقد. كان العراقي من نسل موسى الكاظم، إمام الإسلام السابع في المذهب الشيعي الاثني عشري.

## صلاة الجمعة
يؤدي الناس صلاة الجمعة في المقام. ويُقام المجلس أيضًا في الضريح. يأتي الناس من جميع أنحاء الوادي إلى هنا لزيارة الضريح. أنجمان شري شيان هو أمين الضريح.

## العمارة
هذا الضريح محمي بجدار إسمنتي. يوجد العديد من الحمامات الملحقة به. وقد بُنيَت العديد من الغرف للزوار والمسافرين. وتبلغ مساحة المقام وأرضه حوالي 10 قنوات.

## طالع أيضًا
- ضريح آغا صاحب
- اضطهاد الشيعة الكشميريين
- تفضل حسين خان الكشميري